# Samoaktualizacija
Samoaktualizacija je izraz koji se koristi u psihologiji, filozofiji, duhovnosti i istočnim religijama. Pojam se definira kao "ostvarivanje svojih apsolutnih potencijala kao ljudske individue"
U jednom pregledu, Mortimer Adler definira samorealizaciju kao slobodu od vanjske prisile, uključujući i kulturološka očekivanja, političke i ekonomske slobode, i slobodu od svjetovnih potreba i želja itd. Paramahansa Yogananda je definirala samorealizaciju kao "znanje - u tijelu, umu i duši - da smo mi jedno s Božjom sveprisutnošću, da ne moramo moliti da dođe do nas, da nismo samo blizu toga već da je Božja sveprisutnost naša sveprisutnost, da smo samo i već sada dio njega. Sve što treba učiniti je poboljšati naše znanje."